# Lista över musikinstrument
Denna lista över musikinstrument presenterar äldre och nyare musikinstrument från hela världen med vissa namnvariationer på identiska instrument. Listan är grundläggande sorterad efter de olika instrumentkategorier som finns. (Se klassificering av musikinstrument.)
Det finns också musik som inte använder sig av någotdera av dessa instrument, till exempel viss elektroakustisk musik, konkret musik, kör, vokalmusik eller recitation. Å andra sidan finns det instrument på den här sidan som inte är avsedda att spelas av människor, till exempel eolsharpa eller vindspel.

## Blåsinstrument
- Aidatrumpet
- Alphorn
- Altflöjt
- Altsaxofon
- Althorn
- Aulos
- Barytonsaxofon
- Bassaxofon
- Baryton (bleckblåsinstrument)[1]
- Basflöjt
- Bassetthorn
- Bastrumpet
- Bastrombon
- Bastuba

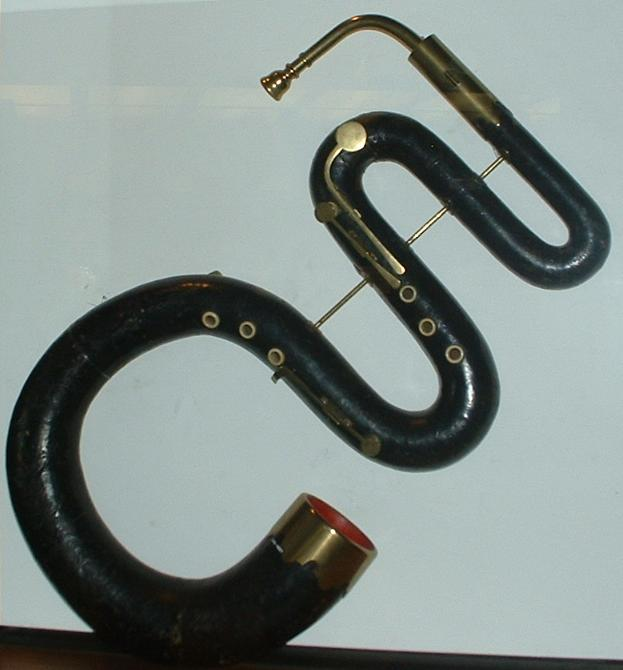
Serpent. Victoria & Albert Museum.

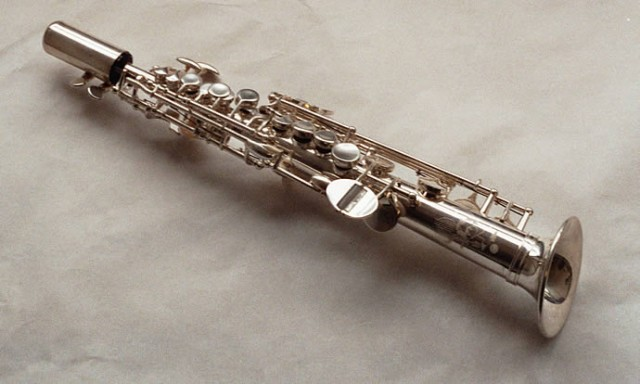
Soprillosaxofon.

- Basun (samlingsnamn på ventil- och dragbasun)
- Bawu
- Blockflöjt[1]
- Blåshorn
- Bombard
- Cimbasso
- Di/Dizi
- Didjeridu
- Dragbasun
- Dragtrumpet
- Dulcian
- Engelskt horn
- Enhandsflöjt
- Erke
- Eufonium
- EVI
- EWI
- Fagott[1]
- Fanfartrumpet
- Flageolettflöjt
- Flöjt
- Flygelhorn
- Fältpipa
- Garklein
- Guanzi
- Heckelfon
- Helikon
- Horn
- Houguan
- Härjedalspipa
- Irländsk tvärflöjt
- Jakthorn
- Kazoo
- Klarinett[1]
- Kohorn
- Kornett
- Krumhorn
- Lergök
- Low whistle
- Lur
- Lusheng
- Manzello
- Marintrumpet
- Marschpipa
- Munorgel
- Munspel
- Naturhorn
- Ney
- Northumbrian smallpipes
- Näsflöjt
- Näverlapp
- Näverlur
- Oboe[1]
- Oboe d'amore
- Oboe da caccia
- Ofikleid
- Okarina (= Occarina = Ockarina)
- Panflöjt
- Piccolaflöjt
- Platerspel
- Pommer
- Portativ
- Pôsu (svensk säckpipa)
- Pungi
- Regal
- Reveljpipa
- Sackbutt
- Sarrusofon
- Saxello
- Saxofon[1]
- Serpent
- Shakuhachi
- Shehnai
- Sheng
- Sinka / Zinka
- Skalmeja
- Snabelflöjt
- Sopraninoklarinett
- Sopraninosaxofon
- Sopraninoblockflöjt
- Sopransaxofon
- Soprillo / Piccolasaxofon / Sopranissiomsaxofon
- Sordun
- Stritch
- Suona
- Sousafon
- Spilåpipa
- Subkontrabasflöjt
- Säckpipa
- Tenorbasun
- Tenorflöjt
- Tenorhorn
- Tenorsaxofon
- Tenortuba
- Tersbasun
- Tin whistle
- Traversflöjt
- Trombon[1]
- Trumpet[1]
- Trutruca
- Tuba[1]
- Tubax
- Tvärflöjt[1]
- Uilleann pipe
- Valthorn[1]
- Ventilbasun
- Ventiltrombon
- Ventiltrumpet
- Visselpipa
- Vuvuzela
- Xaphoon
- Xiao
- Zjalejka
- Övertonsflöjt

## Stränginstrument

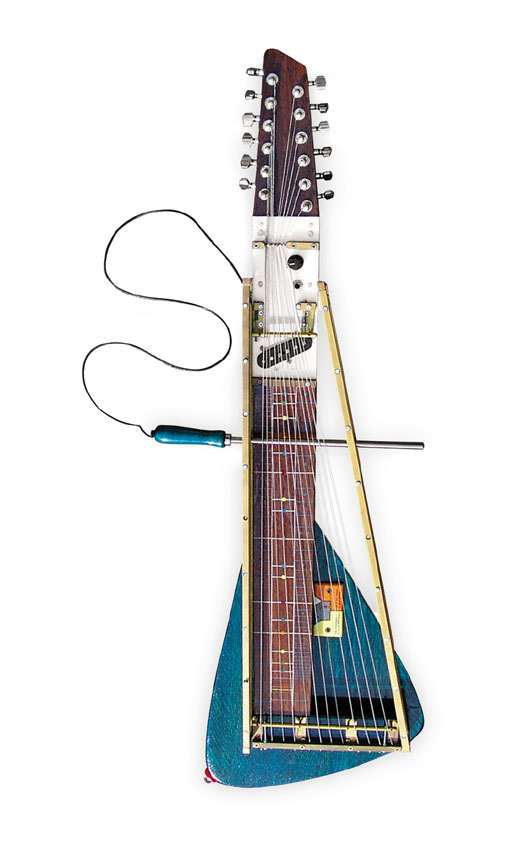
Moodswinger

(Se även Klaviaturinstrument.)
- Akustisk gitarr
- Balalajka
- Bandolim
- Bandura
- Banhu
- Banjo
- Barbitos
- Baryton
- Bellmansluta
- Bordone
- Bouzouki
- Cello
- Cister
- Charango
- Chitarrone
- Cittern
- Cittra
- Chapman Stick
- Crwth
- Dahu
- Dan bau
- Dan nguyet
- Dan nhi
- Đàn tranh
- Dan ty ba
- Domra
- Dulcimer
- Elbas
- Elfiol
- Elgitarr
- Eolsharpa
- Epigonion
- Erhu
- Erxian
- Fiddla
- Fiol
- Gamba
- Gaohu (yuehu)
- Gehu
- Giga (Rebec)
- Gitarr
- Guqin
- Guzheng / Zheng
- Hammered dulcimer
- Hardangerfela
- Hardingfela
- Harpa
- Hummel
- Jinghu
- Kantele
- Kithara
- Klassisk gitarr
- Kobza
- Kontrabas
- Kora
- Kordofon
- Kvintharpa
- Langleik
- Lira (stråkinstrument)
- Lira (stränginstrument)
- Liuqin
- Luta
- Lyra
- Låtfela
- Maguhu
- Mandobas
- Mandocello
- Mandola
- Mandolin
- Matouhu
- Monokord
- Moodswinger
- Moonlander
- Nyckelharpa
- Oktavmandolin
- Oud
- Pipa
- Psalmodikon
- Psalterium
- Qin
- Ramharpa
- Rebec
- Ruan
- Santur
- Sanxian
- Saz
- Setar
- Shamisen
- Sihu
- Sitar
- Steelguitar
- Stroh-violin
- Stråkcittra
- Stråkharpa / Tagelharpa
- Ståfela
- Tar
- Tenorbanjo
- Teorb
- Trattfiol
- Ukulele
- Vevlira / Vielle
- Viola
- Viola di Bordone
- Viola da braccio
- Viola d'amore
- Violin
- Violone
- Yangqin
- Yehu
- Yueqin
- Zhonghu

## Klaviaturinstrument
- Bajan
- Bandoneon
- Celesta
- Cembalo
- Chamberlin (elektroniskt)
- Clavinet
- Concertina
- Dabo
- Digitalpiano (elektroniskt)
- Dragspel
- Durspel
- Elorgel (elektroniskt)
- Elpiano (elektroniskt)
- Flygel
- Garmoshka (garmon)
- Hammarklaver
- Hammondorgel (elektroniskt)
- Handklaver
- Harmonium / Tramporgel
- Keyboard (elektroniskt)
- Klaver
- Klavikord
- Kyrkorgel
- Mellotron (elektroniskt)

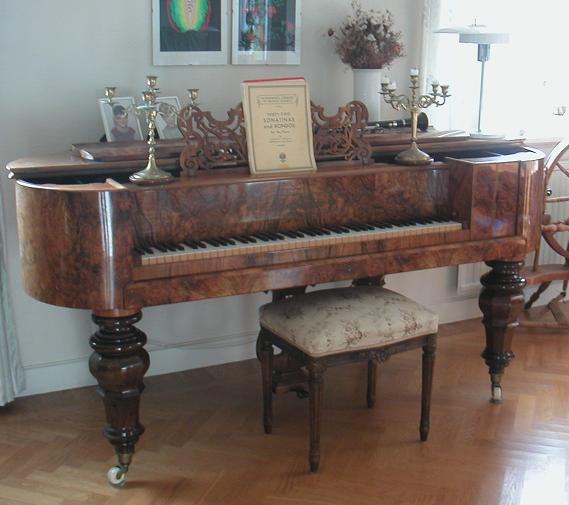
Taffel

- Melodika (elektroniskt blåsinstrument)
- Orgel
- Piano / Fortepiano
- Rhodes-piano
- Spikpiano
- Spinett
- Synthesizer (elektroniskt)
- Taffel
- Virginal

## Slagverks- och effektinstrument

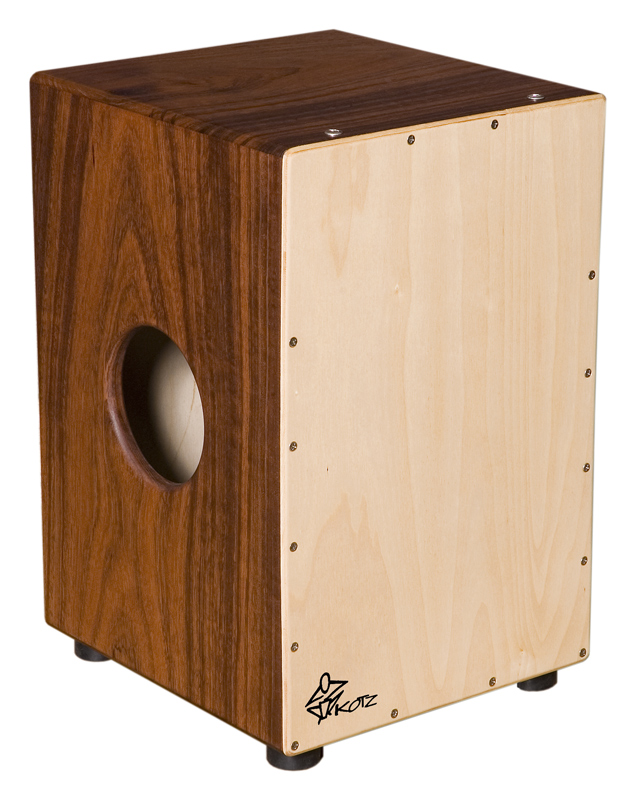
Cajón.

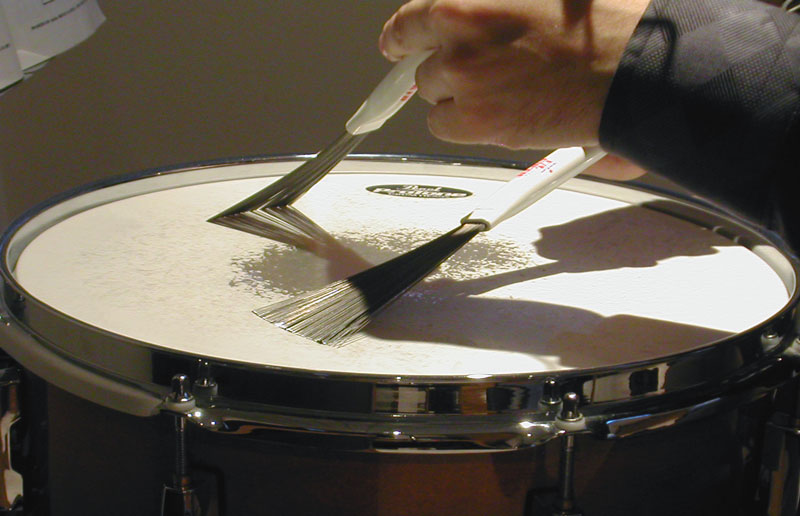
Virveltrumma spelad med vispar.

- Bangzi
- Bastrumma
- Batátrumma
- Bjällra
- Bodhrán
- Bones
- Bongotrumma
- Bäcken
- Cajón
- Ceremonitrumma
- Cimbalom
- Claves
- Congas
- Cymbal
- Daf
- Dagu
- Daluo
- Dan moi
- Darbuka
- Djembe
- Doun-Doun (Dundun, Dunun)
- Elektroniskt trumset
- Ganggu
- Glasharmonika
- Glockenspiel
- Gong
- Guiro / Gurka
- Hackbräde
- Hi-hat
- Idiofon
- Kastanjett
- Kenkene
- Klockspel
- Koskälla
- Maracas
- Marimba
- Mbira / Tumpiano
- Metallofon
- Mungiga / Munharpa
- Muyu
- Nanbangzi
- Paigu
- Puka
- Ramtrumma
- Shenbo
- Steel pan
- Städ
- Såg
- Tamburin
- Tamtam
- Tar
- Tombak
- Tonggu eller Tanggu
- Triangel
- Trumma
- Trumset
- Tvättbräda
- Vattenglas
- Vibrafon
- Virveltrumma
- Xiangjiaogu
- Xiaobo
- Xiaogu
- Xiaoluo
- Xylofon
- Yunluo

## Automatiska ochelektroniskaspecialinstrument/tillbehör
- Effektpedal

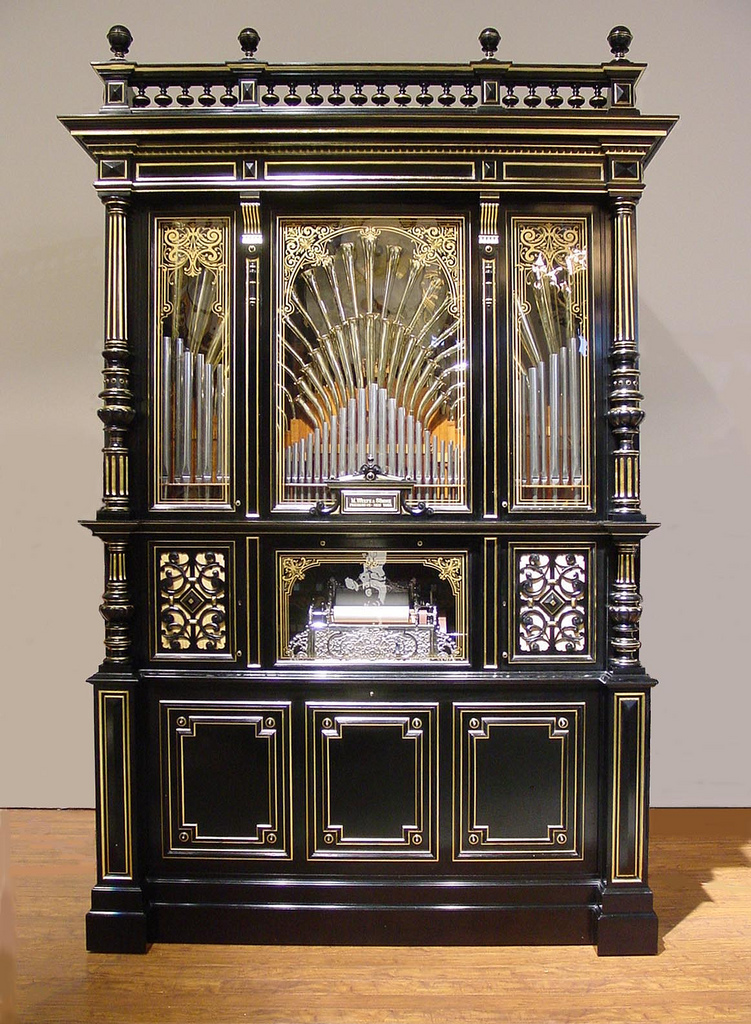
Ett orkestrion från 1895 av fabrikatet Welte från Freiburg i tyska Baden-Württemberg.

- Electronic Valve Instruments (EVI)
- Electronic Wind Instruments (EWI)
- Gatupiano
- Gizmotron
- Orkestrion
- Pianoharpa / Psalmpositiv
- Positiv
- Sampler
- Sequencer
- Självspelande piano / Pianola
- Speldosa
- Synthesizer
- Theremin
- Trummaskin
- Vindspel